# Гэмбрилл, Майкл
Майкл Джон «Майк» Гэмбрилл (англ. Michael John "Mike" Gambrill, 23 августа 1935, Брайтон, Великобритания — 8 января 2011, Лондон, Великобритания) — британский трековый велогонщик, бронзовый призёр летних Олимпийских игр в Мельбурне (1956) в командной гонке преследования.

## Карьера
В составе национальной сборной принял участие в двух Олимпиадах — в Мельбурне (1956) и Риме (1960). На Играх в Мельбурне стал бронзовым призёром в командной гонке преследования на дистанции 4000 м.